# Croton arboreus
Espèce
Croton arboreus est une espèce de plantes à fleurs du genre Croton et de la famille des Euphorbiaceae, présente au Mexique.